# Mirosław Łaguna
Mirosław Łaguna (ur. 6 lipca 1938 w Kędziorowie) – polski profesor nauk rolniczych, specjalista ekonomiki rolnictwa.

## Życiorys
Mirosław Łaguna w 1961 ukończył studia w Akademii Rolniczo-Technicznej w Olsztynie. W 1967 doktoryzował się, w 1983 habilitował, a w 1994 otrzymał tytuł profesora nauk rolniczych.
Zawodowo związany z: Państwowym Ośrodkiem Maszynowym w Szczuczynie (1955–1956), Wyższą Szkołą Rolniczą w Olsztynie (1961–1962), jako dyrektor Technik Rolniczych w Różanymstoku, Dowspudzie, Białej Piskiej (1962–1971), dyr. Rolniczego Zakładu Doświadczalnego w Łężanach (1971–1974), kierownik Wydziału Produkcji Chłodni Olsztyn (1974–1975), adiunkt (1975–1983) i kierownik (1983–1989) Zakładu Marketingu i Analiz Rynkowych, dyrektor Instytutu Ekonomiki i Organizacji Rolnictwa (1989–1996), kierownik Katedry Marketingu i Analiz Rynkowych (1995–1999).
Wykładowca Uniwersytetu Warmińsko-Mazurskiego w Olsztynie, Mazurskiej Szkoły Wyższej w Ełku, Wyższej Szkoły Ekonomicznej w Białymstoku, prorektor Wyższej Szkoły Agrobiznesu w Łomży (1996–2004) oraz rektor Wszechnicy Warmińskiej w Lidzbarku Warmińskim (2004–2010).
Jego zainteresowania naukowe obejmują takie zagadnienia jak: wykształcenie rolników a problem produkcji i nowoczesności gospodarstw; instrumenty marketingowe i badanie rynku w przedsiębiorstwach.
Wśród wypromowanych przez niego doktorów znaleźli się: Kazimierz Plocke, Mariola Grzybowska-Brzezińska, Arkadiusz Letkiewicz, Piotr Bórawski.
Członek Polskiego Towarzystwa Agronomicznego, Polskiego Towarzystwa Ekonomicznego (1985–2005), Stowarzyszenia Ekonomistów Rolnictwa i Agrobiznesu (w tym członek Zarządu), Komitetu Ekonomiki Rolnictwa Polskiej Akademii Nauk, Rady Naukowej Związku Kółek i Organizacji Rolniczych (1996–2014), Ośrodek Badań Naukowych im. Wojciecha Kętrzyńskiego w Olsztynie (w tym przewodniczący komisji Badań nad Współczesnością Warmii i Mazur), przewodniczący Związku Nauczycielstwa Polskiego w Akademii Rolniczej w Olsztynie (1983–1989) oraz przewodniczący Społecznego Komitetu Budowy i Uzbrajania Terenu na Słonecznym Stoku w Olsztynie (1979–1985).
Żonaty z Teresą Łaguną. Ojciec Dariusza, Wandy i Agnieszki.

## Odznaczenia
- Złoty Krzyż Zasługi (1986)[1]
- Odznaka honorowa „Zasłużony dla Rolnictwa” (1986)[1]
- Krzyż Kawalerski Orderu Odrodzenia Polski „za wybitne zasługi w działalności społecznej” (1994)[3]
- Odznaka 1000-lecia Państwa Polskiego (1966)[1]
- Odznaka honorowa „Zasłużony dla Warmii i Mazur” (1983)[1]
- Złota odznaka ZNP (1997)[1]
- Nagroda Ministra Edukacji Narodowej (indywidualna II˚ – 1985, zespołowa III˚ – 1989, II˚ – 1999)[1]